# Villosa amygdala
Villosa amygdala е вид мида от семейство Unionidae. Видът не е застрашен от изчезване.

## Разпространение и местообитание
Разпространен е в САЩ (Флорида).
Обитава сладководни басейни, реки и потоци.